# بي إم دبليو آي 8
بي إم دبليو آي ٨ هي سيارة رياضية هجينة قابلة للشحن الخارجي من تطوير شركة بي إم دبليو الألمانية. شكّلت هذه السيارة جزءًا من أسطول المركبات الكهربائية التابع للشركة، وتم تسويقها ضمن العلامة الفرعية بي إم دبليو آي. كشف عن النسخة الإنتاجية من بي إم دبليو آي 8 في معرض فرانكفورت الدولي للسيارات عام 2013، وبدأ طرحها في السوق الألمانية في يونيو 2014، بينما بدأت عمليات التسليم للعملاء في الولايات المتحدة في أغسطس من العام ذاته. وفي مايو 2018، أطلقت بي إم دبليو نسخة الرودستر (ذات السقف المكشوف) من آي 8. انتهى إنتاج الطراز في يونيو 2020.
بلغ تسارع طراز 2015 من بي إم دبليو آي 8 من 0 إلى 100 كيلومتر في الساعة خلال 4.4 ثانية، وكانت سرعتها القصوى محددة إلكترونيًا عند 250 كم/س. زُوِّد الطراز ببطارية ليثيوم-أيون بسعة 7.1 كيلوواط-ساعة، توفّر مدى قيادة كهربائي بالكامل يصل إلى 37 كيلومترًا وفقًا لدورة القيادة الأوروبية الجديدة، بينما بلغ المدى تحت دورة وكالة حماية البيئة الأمريكية نحو 24 كيلومترًا.
في عام 2018، تمّت زيادة سعة البطارية في نسختي الكوبيه والرودستر إلى 11.6 كيلوواط-ساعة، مما أدى إلى رفع المدى الكهربائي وفقًا لمعيار دورة القيادة الأوروبية الجديدة إلى 55 كيلومترًا لنسخة الكوبيه، و53 كيلومترًا لنسخة الرودستر.
حققت بي إم دبليو آي 8 كفاءة عالية في استهلاك الوقود، حيث بلغ الاستهلاك وفقًا لاختبار دورة القيادة الأوروبية الجديدة نحو 2.1 لتر لكل 100 كيلومتر، مع انبعاثات كربونية قدرها 49 غرامًا لكل كيلومتر. وقدّرت وكالة حماية البيئة الأمريكية كفاءة استهلاك الوقود في وضع القيادة الهجين عند 76 ميلاً لكل غالون مكافئ، أي ما يعادل 2.1 لتر مكافئ من البنزين لكل 100 كيلومتر، بينما بلغت الكفاءة في وضع البنزين فقط نحو 6.7 لتر/100 كيلومتر (ما يعادل 29 ميلاً لكل غالون).
تجاوزت المبيعات العالمية لجميع نسخ آي 8 بحلول مارس 2020 أكثر من 20,000 وحدة، ما جعلها السيارة الرياضية الهجينة القابلة للشحن الخارجي الأعلى مبيعًا على مستوى العالم، متفوقة بذلك على مجمل مبيعات جميع منافسيها في فئة السيارات الرياضية الهجينة.

## النسخة الإنتاجية

### المحركات
| السنة     | نوع المحرك / الرمز               | القدرة                                       | عزم الدوران                              |
| --------- | -------------------------------- | -------------------------------------------- | ---------------------------------------- |
| 2014–2018 | 1,499 سم³ I3 تيربو (B38K15T0)    | 231 حصان (170 كيلوواط / 228 hp) عند 5800 rpm | 320 نيوتن⋅متر (236 رطل⋅قدم) عند 3700 rpm |
| 2014–2018 | المحرك الكهربائي المتزامن        | 131 حصان (96 كيلوواط / 129 hp)               | 250 نيوتن⋅متر (184 رطل⋅قدم) عند 0 rpm    |
| 2014–2018 | الإجمالي (هجين مشترك)            | 362 حصان (266 كيلوواط / 357 hp)              | 570 نيوتن⋅متر (420 رطل⋅قدم) عند 3700 rpm |
| 2018–2020 | 1,499 سم³ I3 تيربو (B38K15T0)    | 231 حصان (170 كيلوواط / 228 hp) عند 5800 rpm | 320 نيوتن⋅متر (236 رطل⋅قدم) عند 3700 rpm |
| 2018–2020 | المحرك الكهربائي المتزامن (محسّن) | 143 حصان (105 كيلوواط / 141 hp) عند 4800 rpm | 250 نيوتن⋅متر (184 رطل⋅قدم) عند 0 rpm    |
| 2018–2020 | الإجمالي (هجين مشترك)            | 374 حصان (275 كيلوواط / 369 hp)              | 570 نيوتن⋅متر (420 رطل⋅قدم) عند 3700 rpm |

### الإصدارات الخاصة
تم الكشف عن النسخة الخاصة من بي إم دبليو i8 المسماة Protonic Red Edition في معرض جنيف الدولي للسيارات عام 2016. وقد بدأ إنتاج هذه النسخة الخاصة في مصنع بي إم دبليو في لايبزيغ اعتبارًا من يوليو 2016. تميزت السيارة بدهان خارجي بلون أحمر بروتونيك مع تفاصيل بلون رمادي معدني غير لامع. واكملت هذه الألوان جنوط بي إم دبليو خفيفة الوزن طراز W-spoke 470 مطلية باللون الرمادي المداري مع محاور مطلية باللون الألومنيوم غير اللامع، إضافة إلى إطارات ذات أحجام مختلفة (الأمامية: 215/45 R20، الخلفية: 245/40 R20).
أما المقصورة الداخلية، فزُينت بخياطة مزدوجة باللون الأحمر، واستخدمت فيها مواد فاخرة من ألياف الكربون عالية الجودة وزخارف من السيراميك.

## الجوائز والتكريمات
حصدت بي إم دبليو آي 8 عددًا من الجوائز الدولية المرموقة منذ مراحلها الأولى كنموذج اختباري، حيث فازت في يوليو 2012 بجائزة أفضل سيارة اختبارية في أمريكا الشمالية لعام 2012. وفي العام التالي، حصلت نسخة آي 8 سبايدر على جائزة أفضل نموذج تمهيدي للإنتاج لعام 2013.
لاحقًا، فازت آي 8 بعدة جوائز عن فئتها كسيارة هجينة صديقة للبيئة، من أبرزها:
- جائزة "سيارة العام الخضراء" لعام 2015 وفق تصويت قراء موقع AutoGuide
- لقب "السيارة الخضراء العالمية للعام" في فعالية فيم إنديا للقيادة البيئية 2015
- جائزة Autoblog لأفضل تقنية لعام 2014
- جائزة "سيارة العام" من مجلة Top Gear لعام 2014.[9]
- جائزة "السيارة الفاخرة الخضراء للعام" لعام 2015 من مجلة Green Car Journal
- جائزة "سيارة العام في المملكة المتحدة" لعام 2015، بالإضافة إلى "أفضل سيارة أداء في المملكة المتحدة" لنفس العام
- جائزة "السيارة الخضراء العالمية للعام 2015" من منظمة World Car of the Year.[10]
- في عام 2023، اختارت مجلة Top Gear سيارة BMW آي 8 كـ أفضل سيارة خلال الثلاثين عامًا الماضية.[11]

## التسويق
في إطار التعاون بين شركتي بي إم دبليو ولويس فويتون، أطلقت الأخيرة مجموعة حصرية من الحقائب المصممة خصيصًا لسيارة BMW آي 8، تميزت بلونها الأسود الكربوني وخاماتها خفيفة الوزن. ضمّت المجموعة أربع قطع: Weekender GM آي 8، وGarment Bag آي 8، وBusiness Case آي 8، وWeekender PM آي 8، وقد صُمّمت جميعها لتناسب المساحات الداخلية لسيارة آي 8 بشكل مثالي.
بدأ طرح هذه المجموعة في الأول من أبريل 2014 في عدد من متاجر لويس فويتون المنتقاة حول العالم، من بينها متاجر في ميونيخ، ميلانو، لندن، باريس، موسكو، دبي، نيويورك، ولوس أنجلوس.